# Henri Lefèbvre
Henri Charles Lefèbvre (ur. 19 grudnia 1905 w Suresnes, zm. 11 czerwca 1970 w Marly-le-Roi) – francuski zapaśnik walczący w stylu wolnym. Brązowy medalista olimpijski z Amsterdamu 1928 w wadze lekkociężkiej.

## Letnie Igrzyska Olimpijskie 1928
| Konkurencja      | Rundy eliminacyjne   | Runda o brązowy medal   | Klas. końcowa |
| Konkurencja      | 1/4                  | Przeciwnik I            | Miejsce       |
| ---------------- | -------------------- | ----------------------- | ------------- |
| 87 kg styl wolny | Arnold Bögli (SUI) P | Heywood Edwards (USA) Z | 3.            |